# Саут-Амгерст (Массачусетс)
Саут-Амгерст (англ. South Amherst) — переписна місцевість (CDP) в США, в окрузі Гемпшир штату Массачусетс. Населення — 4994 особи (2010).

## Географія
Саут-Амгерст розташований за координатами 42°20′15″ пн. ш. 72°31′3″ зх. д. / 42.33750° пн. ш. 72.51750° зх. д. (42.337414, -72.517494).  За даними Бюро перепису населення США в 2010 році переписна місцевість мала площу 11,00 км², з яких 10,94 км² — суходіл та 0,06 км² — водойми.

## Демографія
Згідно з переписом 2010 року, у переписній місцевості мешкали 4994 особи в 1490 домогосподарствах у складі 822 родин. Густота населення становила 454 особи/км².  Було 1571 помешкання (143/км²).
Расовий склад населення:
| - 69,2 % — білих - 12,0 % — азіатів - 8,0 % — чорних або афроамериканців - 0,6 % — корінних американців - 4,6 % — осіб інших рас |

До двох чи більше рас належало 5,7 %. Частка іспаномовних становила 12,1 % від усіх жителів.
За віковим діапазоном населення розподілялося таким чином: 15,5 % — особи молодші 18 років, 77,9 % — особи у віці 18—64 років, 6,6 % — особи у віці 65 років та старші. Медіана віку мешканця становила 23,3 року. На 100 осіб жіночої статі у переписній місцевості припадало 88,0 чоловіків;  на 100 жінок у віці від 18 років та старших — 84,3 чоловіків також старших 18 років.
Середній дохід на одне домашнє господарство  становив 75 846 доларів США (медіана — 52 358), а середній дохід на одну сім'ю — 99 135 доларів (медіана — 89 712). Медіана доходів становила 54 009 доларів для чоловіків та 32 578 доларів для жінок. За межею бідності перебувало 33,4 % осіб, у тому числі 18,6 % дітей у віці до 18 років та 2,9 % осіб у віці 65 років та старших.
Цивільне працевлаштоване населення становило 2481 особа. Основні галузі зайнятості: освіта, охорона здоров'я та соціальна допомога — 49,0 %, мистецтво, розваги та відпочинок — 13,8 %, роздрібна торгівля — 13,1 %.